# Венецианская ночь (романс)
«Венецианская ночь» — романс М. И. Глинки для голоса и фортепиано, на одноимённое стихотворение И. И. Козлова. Написан в 1832 году во время пребывания композитора в Италии. Хотя пьеса имеет жанровое обозначение «фантазия», в действительности она не содержит черт, присущих музыкальной фантазии, написана в простой песенной форме и стилистически близка баркароле.

## История
В апреле 1830 года Глинка, с целью укрепить здоровье и увидеть новые страны, отправился в Италию, где пробыл до 1833 года. Он много общался с итальянскими певцами, принимал участие в любительских концертах, изучал методику преподавания вокального искусства и сам овладевал техникой вокального исполнительства. Критически отзываясь о знаменитом итальянском bel canto, Глинка тем не менее сочинял арии в итальянском стиле (до наших дней не дошедшие). Главным же творческим итогом пребывания композитора в Италии стали романсы, созданные на исходе трёх итальянских лет, в том числе «Венецианская ночь». Сам Глинка в своих «Записках» (завершённых в 1855 году), вспоминая события 1832 года, пишет следующее: «Тою же весною один знакомый Соболевского сообщил мне в Милане слова двух романсов: „Победитель“ Жуковского и „Венецианскую ночь“ Козлова; я тогда же написал их». О предыстории возникновения «Венецианской ночи» пишет в своих воспоминаниях Ф. М. Толстой. В Милане он жил с Глинкой в одной гостинице, и однажды ночью, когда оба они любовались с балкона луной, Глинка сказал, что настроение и атмосферу южной лунной ночи можно выразить в музыке. Позднее он писал в письме к Толстому: «А помнишь ли наш разговор на балконе? Я стою на своём и непременно передам звуками если не самую картинку, то впечатление, производимое подобною обстановкою». Примечательно, что Глинка исполнил свой замысел в 1832 году, то есть до того, как состоялась его поездка в саму Венецию (весной 1833 года).
Сохранился автограф романса, на котором рукой самого композитора написано: «Венецианская ночь. Фантазия. Слова Козлова, музыка М. И. Глинки. Сочинена в Милане 1832 года». Первая публикация романса (в качестве нотного приложения к стихотворению Козлова) состоялась в марте 1835 года в журнале «Московский наблюдатель». В 1854 году романс был издан Ф. Т. Стелловским в новой авторской редакции. Первый и второй варианты имеют существенные различия; в исполнительской практике чаще используется второй.

## Общая характеристика
Ночь весенняя дышала

Светло-южною красой;

Тихо Брента протекала,

Серебримая луной;

Отражен волной огнистой

Блеск прозрачных облаков,

И восходит пар душистый

От зеленых берегов.
Стихотворение И. И. Козлова «Венецианская ночь» (с подзаголовком «Фантазия») ещё до Глинки было положено на музыку: его исполняли на мотив итальянской народной песни-баркаролы «Benedetta sia la madre». Однако Глинка, взяв в качестве текста первые три строфы стихотворения и придерживаясь в целом жанра баркаролы, избежал всякого подражания. Кроме того, ряд исследователей отмечают, что, несмотря на всю «итальянскость» «Венецианской ночи», в ней явственно ощутим почерк русского композитора.
М. А. Овчинников называет «Венецианскую ночь» одним из «самых безмятежных по настроению» романсов Глинки. Примечательно, что на всём его протяжении лишь трижды используется минорная гармония, тогда как общий гармонический фон представляет собой «безраздельное царствование мажора».
Ритм баркаролы способствует созданию своего рода «музыкального пейзажа». Плавная, скользящая мелодия с лёгким portamento в верхнем регистре и мягкими волнообразными секвенциями в заключительных фразах образно передаёт плеск волн и непрерывность струения воды. Кроме того, оригинальная гармонизация, при которой между теноровым и альтовым голосами аккомпанемента образуется значительное расстояние, создаёт эффект мерцания, виде́ния, «пленительного неправдоподобия происходящего».
Б. В. Асафьев отмечает, что «волнистость» и «струистость» интонаций романса задаёт инерцию движения, благодаря которой даже при возвращении к тонике не возникает ощущения конца мелодии: «её хочется слышать ещё и ещё, как что-то неизбывно чарующее». Говоря об ощущении «высшей простоты», которое рождает музыка Глинки, он замечает, что «с трудом можно представить себе более совершенное понятие о художественно простом, чем романс-фантазию „Венецианская ночь“».

## Исполнители
«Венецианская ночь» — один из наиболее известных и исполняемых романсов Глинки. В числе исполнителей в разные годы были А. Ф. Ведерников, З. А. Долуханова, А. В. Нежданова, Е. В. Образцова, Н. Л. Дорлиак, Л. Г. Чкония и др. Существуют также переложения для смешанного хора (выполнено М. А. Балакиревым) и для вокального септета (без сопровождения).